# Diamond D
 (avril 2024).
Si vous disposez d'ouvrages ou d'articles de référence ou si vous connaissez des sites web de qualité traitant du thème abordé ici, merci de compléter l'article en donnant les références utiles à sa vérifiabilité et en les liant à la section « Notes et références ».
Joseph Kirkland, dit Diamond D, est un producteur de musique et rappeur américain, né le 5 avril 1969 dans le Bronx, à New York. Il est membre du Diggin' in the Crates Crew (D.I.T.C.) aux côtés de Showbiz & A.G., Lord Finesse, Fat Joe, O.C., Buckwild et de feu Big L.

## Carrière
Diamond a collaboré avec de nombreux artistes sur des albums souvent considérés comme des « classiques », notamment The Low End Theory de A Tribe Called Quest et The Score des Fugees. Il a assuré des productions musicales de 1989 à 2015, par exemple pour Lord Finesse en 1990, pour Apache, Brand Nubian, Cypress Hill, Edo. G ou Fat Joe en 1993, House of Pain ou OutKast en 1994, KRS-One en 1995, etc.
En 1992, il publie son premier album studio, intitulé Stunts, Blunts and Hip Hop, sous le nom Diamond & the Psychotic Neurotics.

## Discographie

### Albums studio
- 1992 : Stunts, Blunts and Hip Hop (sous le nom Diamond & the Psychotic Neurotics)
- 1997 : Hatred, Passions and Infidelity
- 2003 : Grown Man Talk
- 2007 : I'm Not Playin' (avec Master Rob sous le nom Ultimate Force)
- 2008 : The Huge Hefner Chronicles
- 2014 : The Diam Piece

### Mixtape
- 2005 : The Diamond Mine